# Nishimura Yukie
Nishimura Yukie (西村 由紀江  sinh ngày 8 tháng 5 năm 1967 ở Toyonaka, Ōsaka) là một nhà soạn nhạc và nghệ sĩ dương cầm người Nhật.
Bà từng theo học trường âm nhạc Toho Gakuen. Các nhạc phẩm của bà thuộc thể loại easy listening, chúng thỉnh thoảng được phát trên các kênh truyền hình Nhật Bản. Bà có người hâm mộ ở Hồng Kông và Trung Quốc.

## Danh sách đĩa nhạc
- Angelique (1986)
- Lyrisme (1987)
- Dolce (1988)
- Fascination (1988)
- Lumiere ～地図のない季節～ (1989): playin' around with no map and plot
- L'espoir ～レスポワール～ (1989)
- 風色の夢 (1990): windings in Fantasic world
- Vi・Ji・N (1991): sophisticated girl
- 101回目のプロポーズ (1991): ("The Hundredth Proposal of Marriage")
- MOON (1992)
- 親愛なる者へ (1992)
- SUPER BEST (1992)
- プロポーズ ～Propose～ (1992)
- graceful (1993)
- GOOD MORNING ～グッドモーニング～ (1994)
- Memories (Released in Hong Kong only) (1995)
- 時の輝き (1995)
- Virgin (1995)
- Blue Horizon (1996)
- 月いろのつばさ (1997)
- 大地のうた (1998)
- BALLISTIC KISS (1998)
- 自分への手紙 (1999)
- 風が生まれる瞬間 (2000)
- 優しさの意味 (2001)
- しあわせまでもう少し (2002)
- 明日のために (2002)
- 扉をあけよう (2003)
- 君が想い出になる前に (2004)
- しあわせのかたち (2004)
- 耳をすまして (2005)
- Best of Best ～20 Songs～ (2006)
- あなたが輝くとき (2007)
- Vitamin (2009)
- Piano (2010)
- Smile Best ～selfcover collection～（2011/7）
- Beautiful Morning（2011/7）（yccs10049）
- Bedtime Music（2011/7）（yccs10050）
- フレデリック・バック meets 西村由紀江 (2012)
- ビオトープ (2013)